# Cristiano Pasca
Cristiano Pasca (Palermo, 2 maggio 1978) è un conduttore televisivo, autore televisivo, attore sceneggiatore e regista italiano.

## Biografia
La sua carriera inizia come musicista frequentando il Conservatorio Alessandro Scarlatti di Palermo. Comincia poi i suoi studi teatrali venendo ammesso alla scuola di recitazione del Teatro Biondo Stabile di Palermo, diretto all'epoca dal M° Roberto Guicciardini. In seguito comincia a lavorare come attore e musicista presso il Teatro Libero di Palermo e successivamente viene scritturato in qualità di attore/cantante al Teatro Massimo di Palermo per lo spettacolo María de Buenos Aires, protagonista Milva, per la regia di Filippo Crivelli.
Nel 2000, all'età di ventidue anni, si trasferisce a Roma dove viene ammesso all'Accademia Nazionale d'Arte Drammatica Silvio D'amico e dove studia recitazione e regia, laureandosi nel 2003. Si specializza in recitazione in regia e in drammaturgia frequentando corsi di perfezionamento con personalità del teatro europeo come A.  Humet e P. Clough ed E. Cormann, presso i laboratori di San Miniato (PI). In seguito frequenta un corso di recitazione cinematografica diretto da Loredana Scaramella e un corso di doppiaggio diretto da Mario Maldesi e studia il metodo Strasberg con il Maestro Micheal Margotta e ha seguito, con lo stesso Margotta,  un corso di improvvisazione davanti alla macchina da presa.
Nel 2004 debutta in televisione come co-protagonista della serie televisiva “Nebbie e Delitti” e nello stesso anno lavora nello spettacolo “Quando si è Qualcuno” per la regia di Massimo Castri protagonista Giorgio Albertazzi.
Nel 2005 è protagonista nella serie TV in 30 puntate “Extra” per RAI EDU e successivamente co-protagonista nella serie TV “L'Onore e il Rispetto” per la regia di Salvatore Samperi. Nello stesso anno con la compagnia “Le oche nel deserto” realizza “Falla Gialla!” uno spettacolo comico scritto e diretto, oltre che da Cristiano Pasca, da A. Cuccovillo e D. Vitale rappresentato al teatro Rifredi di Firenze e alla rassegna “Corti teatrali a Roma”.
Nel 2006 insieme a Renato Marotta scrive, dirige ed interpreta il corto in 35 mm “Antiorario di Quartiere”, co-prodotto da C. Rogani per la Collepardo Film. Cortometraggio in concorso nel 2007 al RIFF (Rome Independent Film Festival) e al NFF (Napoli film festival). Il 2006 segna anche il suo debutto al cinema nel film “Voce Del Verbo Amore” diretto da Andrea Manni. Nello stesso anno interpreta ruoli nel film “Troppi Equivoci” e nelle fiction “Donne Sbagliate”,  “Di che peccato sei?” e  “Caterina e le sue figlie 2”.
Nel 2007 è interprete nello spettacolo “Odio il Rosso” regia di Antonio Giuliani, rappresentato presso il  Teatro Parioli di Roma, e in seguito è interprete della fiction “Il Sangue e la Rosa”, diretta da Salvatore Samperi, Luigi Parisi e Luciano Odorisio.
Nel 2009 è interprete della fiction “L'Onore e il rispetto 2” per la regia di Salvatore Samperi e Luigi Parisi.
Nel 2008 fonda l'associazione G273 Produzioni, cominciando un percorso lavorativo nel territorio siciliano: realizza la regia televisiva dello spettacolo "Angeli", per la regia teatrale di Landi Sacco, e la regia del videoclip musicale "Un Giorno Ancora" del gruppo palermitano "Malaparte", opere prodotte dalla G273 Produzioni. Nello stesso anno scrive lo spettacolo “Ritorno alla normalità”, uno spettacolo di teatro di narrazione in cui è anche interprete e regista, col quale vince la menzione speciale di gradimento del pubblico al concorso “Il Teatro che verrà premio Vincent Schiavelli” presso il teatro Montevergini di Palermo e successivamente vince il concorso “Shownoprofit 2008”. Lo spettacolo, integralmente prodotto dalla G273 Produzioni  è stato rappresentato in seguito nella rassegna “Teatro da Kamera” presso lo stesso teatro Agricantus di Palermo.
Insieme a Matteo Contino, e sempre prodotto dalla G273 Produzioni, realizza l'elaborazione drammaturgica di uno spettacolo dal titolo “Vorremmo non averne più bisogno” ispirato a musiche e monologhi di Giorgio Gaber, e ne cura la regia. Spettacolo rappresentato presso l'associazione “Malaussene”, l'associazione “I Candelai” e presso il teatro del carcere dell'Ucciardone, nella città di Palermo.
Nel 2010 cura l'elaborazione drammaturgica e la regia de “Il Principe” da Amleto di W.Shakespeare prodotto dalla G273 Produzioni e rappresentato per la rassegna presente/futuro presso il Teatro Libero di Palermo e successivamente nell'ambito della manifestazione “Arteria Festival 2009” tenutosi presso il comune di Petralia Sottana. Lo spettacolo è stato programmato nel cartellone 2009/2010 del Teatro Libero di Palermo riscuotendo un grandissimo successo di pubblico e di critica. Successivamente lo spettacolo è stato rappresentato presso il Teatro di Verdura di Milano e infine presso il Parco Villa Pantelleria Festival, nuovamente nel capoluogo siciliano.
Come pedagogista ha condotto seminari di recitazione cine-televisiva e corsi di dizione presso il Centro delle Arti teatrali di Palermo, ha lavorato presso il liceo “G. Meli” di Palermo conducendo un seminario di cinema e ha tenuto corsi di teatro presso il Convitto Nazionale di Palermo nelle classi prime elementari. Nel 2010 ritorna al cinema con le riprese del film “Bar Sport”, tratto dal romanzo di Stefano Benni per la regia di Massimo Martelli.
Nel 2011 Pasca è il direttore artistico della rassegna "Kilometro Zero";– teatro e danza che si è svolta dal 17 febbraio al 26 maggio 2011 presso l'Auditorium Teatro Dante di Palermo; una rassegna organizzata da G273 Produzioni che vede protagonisti giovani compagnie palermitane professioniste che portano in scene le loro opere settimanalmente e che successivamente si confrontano con il pubblico in un aftershow. Cristiano Pasca è il curatore, organizzatore autore e conduttore di questi aftershow che prevedono anche performance realizzate direttamente dallo staff di G273 Produzioni. nello stesso anno fonda il gruppo Le Malerbe reso noto al grande pubblico per la Haka Made in Palermo, (ideata dallo stesso Pasca), una rielaborazione della danza Maori in siciliano, eseguita al programma di Italia uno Le iene nella stagione televisiva 2010/2011. nel 2012 Cristiano Pasca partecipa alla serie  Il giovane Montalbano regia di Gianluca Maria Tavarelli, e riprende il personaggio di Ricky ne L'onore e il rispetto che interpreterà fino al 2017. In parallelo continua il suo percorso a Le iene, staccatosi dal gruppo le Malerbe Pasca diventa inviato e autore del programma realizzando servizi di ogni genere,  inchieste che hanno portato un cambiamento politico del paese e per cui ha vinto diversi premi. Nel 2020 realizza e conduce Le iene Speciale Mario Biondo - Un suicidio inspiegabile, una intera puntata del programma sull’inchiesta relativa al giovane palermitano Mario Biondo, trovato impiccato in circostanze misteriose nel suo appartamento di Madrid. Inchiesta che Pasca ha cominciato nel 2018. Dal 18 Gennaio 2021 entra nel cast del programma Ogni mattina, in qualità di co-conduttore, in onda su TV8. Nel 2023 è stato curatore dei contenuti presso la startup Lovit, dove si è occupato di ideare e realizzare format tv, documentari e fiction per i principali broadcaster italiani e per le OTT internazionali, progetti creativi, contenuti web e storytelling per le aziende. Dal 2024 è responsabile creativo e format development per il giornale DIECIMEDIA.  

## Televisione (conduttore, autore, regista, inviato)
- Listen To Me (Raiplay, 2023). Nel Ruolo di ideatore, autore, collaboratore ai testi, autore al montaggio, casting director.
- Questo non lo so fare (Food Network, 2023). Nel ruolo di autore e autore a montaggio.
- Mizzica Che Nozze! (Real Time, 2021) Nel ruolo di ideatore, capoprogetto, regista, autore, voce fuori campo.
- Le iene Speciale Mario Biondo - Un suicidio inspiegabile (Italia 1, 2020) Nel Ruolo di conduttore e autore.
- Le iene (Italia 1, 2011-2020) Nel ruolo di inviato.
- Xlove (Italia 1, 2014) Nel ruolo di inviato.
- Ogni mattina (TV8, 2021) Nel ruolo di co-conduttore.

## Filmografia (attore)

### Cinema
- Il sindaco - Italian Politics For Dummies regia di Davide Parenti e Claudio Canepari (voce narrante) (2018)
- Voce del verbo amore, regia di Andrea Manni (2007)
- Bar Sport, regia di Massimo Martelli (2011)

### Fiction/Sitcom
- Extra... i ragazzi italiani, regia di Giulio Graglia - Sitcom - Rai 1, Rai 3, Rai Edu (2004)
- Nebbie e delitti, regia di Riccardo Donna - Ruolo: Agente Musumeci - Miniserie TV - Rai 2 (2005)
- Crimini: Troppi equivoci, regia di Andrea Manni - Film TV - Rai 2 (2006)
- L'onore e il rispetto -  Canale 5, (2006-2017)
- Donne sbagliate, regia di Monica Vullo - Miniserie TV - Canale 5 (2007)
- Di che peccato sei?, regia di Pier Francesco Pingitore - Film TV - Canale 5 (2007)
- Caterina e le sue figlie 2, regia di Vincenzo Terracciano e Luigi Parisi  - Miniserie TV - Canale 5 (2007)
- Il sangue e la rosa, regia di Salvatore Samperi Luigi Parisi Luciano Odorisio  - Miniserie TV - Canale 5 (2007)
- Il peccato e la vergogna, regia di Luigi Parisi e Alessio Inturri - Miniserie TV - Canale 5 (2010)
- Il giovane Montalbano, regia di Gianluca Maria Tavarelli - Serie TV - Rai 1, (2012)

### Cortometraggi
- Voscenza e Coscienza, regia di S. Ruvolo (1997)
- Antiorario di quartiere, regia di Renato Marotta e Cristiano Pasca (2006) - Corto in 35 mm

### Videoclip musicali
- Ariamare - Orchestra Popolare Rosa Parks (OPRP) - (2013)
- Reggaeby - Shakalab - (2013)

## Teatro (attore)
- “Poteva Andare Meglio”, testo e regia di C. Pasca e R. Pizzo. (2020)
- “Il Viaggiatore”, di C. Pasca. Regia di C. Pasca. (2010)
- “L'Iris Selvatico”, di L. Raspanti. Regia di L. Spacca & L. Sacco.(2008)
- “Odio il Rosso”, di A. Giuliani. Regia di A. Giuliani.(2007)
- “Flats…”, di S. De Angelis ed E. Melozzi. Regia di S. De Angelis, direttore d'orchestra E. Melozzi.(2006)
- “Falla Gialla!”, Di A. Cuccovillo, C. Pasca, D. Vitale. Regia di A. Cuccovillo, C. Pasca, D. Vitale. (2005)
- “Preludio ad Aristofane”, di E. Gentile. Regia di G. Spaziani. (2005)
- “The Exonerated”, di E. Blank e J. Janson. Regia di T. Bergamaschi. (2005)
- “Quando si è Qualcuno”, di L. Pirandello. Regia di M. Castri. (2004)
- “El Dia que me quieras”, di AA.VV. Elab. drammaturgica e regia di L. M. Musati. (2004)
- “Purapurawhetu”, di B. G. Smith. Regia di T. Bergamaschi. (2004)
- “Incidenti di percorso”, di M. Monty. Regia di T. Bergamaschi. (2004)
- “Il Colosso di Rodi”, di C. Perloff.	Regia di C. Perloff. (2004)
- “Scenari del 900”, di AA.VV. 	Elab. drammaturgica e regia di L. Salveti. (2003)
- “La vita è Meravigliosa”. Elab. drammaturgica e regia di M. Todaro e G. Giunti. (2002)
- “O Bejo no Asfalto”, di Nelson Rodriguez. Regia di E.  Dal Maso. (2002)
- “Viaggio nella Storia di Pinocchio”, da C. Collodi. Adattamento e regia di M.B. Cuscona. (2002)
- “I Ragazzi sognanti”, di Oskar Kokoschka. Regia D. Bravo. (2001)
- “Santa Giovanna”, da B. Brecht. Adattamento e regia di L. Chiappara. (1999)
- “Maria de Buenos Aires”, di A. Piazzolla e H. Ferrer. Direttore d'orchestra D. Binelli, regia F. Crivelli. (1999)
- “Coppia aperta quasi spalancata”, di D. Fo. Regia di N. Lombardo e M.  Siracusa. (1999)

## Regista (teatro - videoclip - corti)
- “Stendendo Lenzuola su Campi e Selciati”. (Spettacolo teatrale. Anche autore.) (2011)
- “Fiabe in Pr1ºma”. (Spettacolo teatrale. Anche autore.) (2010)
- “G273 crisis Company”. (da AAVV. Performance teatrali) (2010)
- “Il Principe”. (Spettacolo teatrale. Adattamento da Amleto di W. Shakespeare)	(2008/09).
- “Persistenze di memorie”. (Spettacolo teatrale. Anche coautore.) Regia di C. Pasca & L. Sacco. (2009).
- “Vorremmo non averne più bisogno”. (Spettacolo teatrale elaborato dai testi di G. Gaber) (2008).
- “Ritorno alla normalità”. (Spettacolo teatrale. Anche autore e interprete) (2008).
- “Angeli”. (Regia video di spettacolo teatrale per la regia di L. Sacco) (2008).
- “Un Giorno Ancora”. (Videoclip musicale. Progetto video di C. Pasca & M. Contino) (2008).
- “Antiorario di Quartiere”. (Cortometraggio in 35 mm. Anche attore Protagonista.) Regia di R. Marotta & C. Pasca. (2006).
- “CityClipps… Roma”. (Documentario turistico. Organizzatore e assistente alla regia.) Regia di T. Moscatiello & J. Rhüle. (2006).
- “Pinocchio il furbo”, di G. Rodari. (Spettacolo teatrale. Anche interprete.) (2000).
- “Il Cane che non sapeva abbaiare”, di G. Rodari. (Spettacolo teatrale. Anche interprete.) (2000).
- “Povero Piero”, di A. Campanile. (Spettacolo teatrale. Assistente alla regia.) Regia di A. Piccardi. (2000).
- “Danza Macabra”, di AA.VV. (Spettacolo teatrale. Assistente alla regia e interprete.) Regia di C. Gulotta.(2000).

## Premi
- Vincitore del Premio Mario Francese 2017, riconoscimento giornalistico istituito dall'Ordine dei giornalisti Sicilia, per i servizi a Le Iene sulla protesta dei fratelli disabili palermitani Alessio e Gianluca Pellegrino, che ha costretto alle dimissioni l’assessore regionale Gianluca Miccichè, portando all’apertura del dibattito sulle lacune dell’assistenza ai disabili in Sicilia.
- Vincitore del premio Zero Barriere 2017 - conferito dal web marketing festival - per l’impegno nella lotta a favore dei diritti dei disabili grazie ai servizi andati in onda per Le Iene.
- Vincitore della selezione su progetto della rassegna “Presente/futuro” presso il Teatro Libero di Palermo con lo spettacolo “Il Principe” di cui ne è autore e regista. (2009)
- Vince il concorso “Shownoprofit 2008” presso l'associazione CCP Agricantus di Palermo. Premio migliore spettacolo con “Ritorno alla normalità” di cui ne è autore regista e interprete. (2008)
- Vince la menzione speciale del pubblico con lo spettacolo “Ritorno alla normalità” nell'ambito del concorso “Il teatro che verrà, in ricordo di Vincent Schiavelli”, presso il Teatro Nuovo Montevergini di Palermo. (2008)